# Liste der 100 mächtigsten Frauen der Welt
Die Liste der 100 mächtigsten Frauen der Welt – englisch The World’s 100 Most Powerful Women – ist eine seit 2004 vom englischsprachigen Wirtschaftsmagazin Forbes veröffentlichte Liste. Sie wird von Mary Ellen Egan erstellt und basiert auf der öffentlichen Wahrnehmung und der wirtschaftlichen Bedeutung der genannten Frauen.

## Top 10
In den nachfolgenden Abschnitten werden jeweils die ersten 10 Plätze des jeweiligen Jahres aufgeführt.

### 2004
1. Condoleezza Rice,  Vereinigte Staaten
2. Wu Yi,  Volksrepublik China
3. Sonia Gandhi,  Indien
4. Laura Bush,  Vereinigte Staaten
5. Hillary Clinton,  Vereinigte Staaten
6. Sandra Day O’Connor,  Vereinigte Staaten
7. Ruth Bader Ginsburg,  Vereinigte Staaten
8. Megawati Sukarnoputri,  Indonesien
9. Gloria Macapagal-Arroyo,  Philippinen
10. Carly Fiorina,  Vereinigte Staaten

### 2005
1. Condoleezza Rice,  Vereinigte Staaten
2. Wu Yi,  Volksrepublik China
3. Julija Tymoschenko,  Ukraine
4. Gloria Macapagal-Arroyo,  Philippinen
5. Meg Whitman,  Vereinigte Staaten
6. Anne M. Mulcahy,  Vereinigte Staaten
7. Sallie Krawcheck,  Vereinigte Staaten
8. Brenda C. Barnes,  Vereinigte Staaten
9. Oprah Winfrey,  Vereinigte Staaten
10. Melinda French Gates,  Vereinigte Staaten

### 2006
1. Angela Merkel,  Deutschland
2. Condoleezza Rice,  Vereinigte Staaten
3. Wu Yi,  Volksrepublik China
4. Indra Nooyi,  Vereinigte Staaten
5. Anne M. Mulcahy,  Vereinigte Staaten
6. Sallie Krawcheck,  Vereinigte Staaten
7. Patricia Woertz,  Vereinigte Staaten
8. Anne Lauvergeon,  Frankreich
9. Brenda C. Barnes  Vereinigte Staaten
10. Zoe Cruz,  Vereinigte Staaten

### 2007
1. Angela Merkel,  Deutschland
2. Wu Yi,  Volksrepublik China
3. Ho Ching,  Singapur
4. Condoleezza Rice,  Vereinigte Staaten
5. Indra Nooyi,  Vereinigte Staaten
6. Sonia Gandhi,  Indien
7. Cynthia Carroll,  Vereinigte Staaten,  Vereinigtes Königreich
8. Patricia Woertz,  Vereinigte Staaten
9. Irene Rosenfeld,  Vereinigte Staaten
10. Patricia Russo,  Vereinigte Staaten

### 2008
1. Angela Merkel,  Deutschland
2. Sheila Bair,  Vereinigte Staaten
3. Indra Nooyi,  Vereinigte Staaten
4. Angela Braly,  Vereinigte Staaten
5. Cynthia Carroll,  Vereinigte Staaten,  Vereinigtes Königreich
6. Irene Rosenfeld,  Vereinigte Staaten
7. Condoleezza Rice,  Vereinigte Staaten
8. Ho Ching,  Singapur
9. Anne Lauvergeon,  Frankreich
10. Anne M. Mulcahy,  Vereinigte Staaten

### 2009
1. Angela Merkel,  Deutschland
2. Sheila Bair,  Vereinigte Staaten
3. Indra Nooyi,  Vereinigte Staaten
4. Cynthia Carroll,  Vereinigte Staaten,  Vereinigtes Königreich
5. Ho Ching,  Singapur
6. Irene Rosenfeld,  Vereinigte Staaten
7. Ellen J. Kullman,  Vereinigte Staaten
8. Angela Braly,  Vereinigte Staaten
9. Anne Lauvergeon,  Frankreich
10. Lynn Elsenhans,  Vereinigte Staaten

### 2010
1. Michelle Obama,  Vereinigte Staaten
2. Irene Rosenfeld,  Vereinigte Staaten
3. Oprah Winfrey,  Vereinigte Staaten
4. Angela Merkel,  Deutschland
5. Hillary Clinton,  Vereinigte Staaten
6. Indra Nooyi,  Vereinigte Staaten
7. Lady Gaga,  Vereinigte Staaten
8. Gail Kelly,  Australien
9. Beyoncé Knowles,  Vereinigte Staaten
10. Ellen DeGeneres,  Vereinigte Staaten

### 2011
1. Angela Merkel,  Deutschland
2. Hillary Clinton,  Vereinigte Staaten
3. Dilma Rousseff,  Brasilien
4. Indra Nooyi,  Vereinigte Staaten
5. Sheryl Sandberg,  Vereinigte Staaten
6. Melinda French Gates,  Vereinigte Staaten
7. Sonia Gandhi,  Indien
8. Michelle Obama,  Vereinigte Staaten
9. Christine Lagarde,  Frankreich
10. Irene Rosenfeld,  Vereinigte Staaten

### 2012
1. Angela Merkel,  Deutschland
2. Hillary Clinton,  Vereinigte Staaten
3. Dilma Rousseff,  Brasilien
4. Melinda Gates,  Vereinigte Staaten
5. Jill Abramson,  Vereinigte Staaten
6. Sonia Gandhi,  Indien
7. Michelle Obama,  Vereinigte Staaten
8. Christine Lagarde,  Frankreich
9. Janet Napolitano,  Vereinigte Staaten
10. Sheryl Sandberg,  Vereinigte Staaten

### 2013
Top 10:
1. Angela Merkel,  Deutschland
2. Dilma Rousseff,  Brasilien
3. Melinda Gates,  Vereinigte Staaten
4. Michelle Obama,  Vereinigte Staaten
5. Hillary Clinton,  Vereinigte Staaten
6. Sheryl Sandberg,  Vereinigte Staaten
7. Christine Lagarde,  Frankreich
8. Janet Napolitano,  Vereinigte Staaten
9. Sonia Gandhi,  Indien
10. Indra Nooyi,  Vereinigte Staaten

### 2014
1. Angela Merkel,  Deutschland
2. Janet Yellen,  Vereinigte Staaten
3. Melinda Gates,  Vereinigte Staaten
4. Dilma Rousseff,  Brasilien
5. Christine Lagarde,  Frankreich
6. Hillary Clinton,  Vereinigte Staaten
7. Mary Barra,  Vereinigte Staaten
8. Michelle Obama,  Vereinigte Staaten
9. Sheryl Sandberg,  Vereinigte Staaten
10. Virginia Rometty,  Vereinigte Staaten

### 2015
Top 10:
1. Angela Merkel,  Deutschland
2. Hillary Clinton,  Vereinigte Staaten
3. Melinda Gates,  Vereinigte Staaten
4. Janet Yellen,  Vereinigte Staaten
5. Mary Barra,  Vereinigte Staaten
6. Christine Lagarde,  Frankreich
7. Dilma Rousseff,  Brasilien
8. Sheryl Sandberg,  Vereinigte Staaten
9. Susan Wojcicki,  Vereinigte Staaten
10. Michelle Obama,  Vereinigte Staaten

### 2016
Top 10:
1. Angela Merkel,  Deutschland
2. Hillary Clinton,  Vereinigte Staaten
3. Janet Yellen,  Vereinigte Staaten
4. Melinda Gates,  Vereinigte Staaten
5. Mary Barra,  Vereinigte Staaten
6. Christine Lagarde,  Frankreich
7. Sheryl Sandberg,  Vereinigte Staaten
8. Susan Wojcicki,  Vereinigte Staaten
9. Meg Whitman,  Vereinigte Staaten
10. Ana Patricia Botín,  Spanien

### 2017
1. Angela Merkel,  Deutschland
2. Theresa May,  Vereinigtes Königreich
3. Melinda Gates,  Vereinigte Staaten
4. Sheryl Sandberg,  Vereinigte Staaten
5. Mary Barra  Vereinigte Staaten
6. Susan Wojcicki,  Vereinigte Staaten
7. Abigail Johnson,  Vereinigte Staaten
8. Christine Lagarde,  Frankreich
9. Ana Patricia Botín,  Spanien
10. Virginia Rometty,  Vereinigte Staaten

### 2018
Top 10:
1. Angela Merkel,  Deutschland
2. Theresa May,  Vereinigtes Königreich
3. Christine Lagarde,  Frankreich
4. Mary Barra,  Vereinigte Staaten
5. Abigail Johnson,  Vereinigte Staaten
6. Melinda Gates,  Vereinigte Staaten
7. Susan Wojcicki,  Vereinigte Staaten
8. Ana Patricia Botín,  Spanien
9. Marillyn Hewson,  Vereinigte Staaten
10. Virginia Rometty,  Vereinigte Staaten

### 2019
1. Angela Merkel,  Deutschland
2. Christine Lagarde,  Frankreich
3. Nancy Pelosi,  Vereinigte Staaten
4. Ursula von der Leyen,  Deutschland
5. Mary Barra,  Vereinigte Staaten
6. Melinda Gates,  Vereinigte Staaten
7. Abigail Johnson,  Vereinigte Staaten
8. Ana Patricia Botín,  Spanien
9. Virginia Rometty,  Vereinigte Staaten
10. Marillyn Hewson,  Vereinigte Staaten

### 2020
Top 10:
1. Angela Merkel,  Deutschland
2. Christine Lagarde,  Frankreich
3. Kamala Harris,  Vereinigte Staaten
4. Ursula von der Leyen,  Deutschland
5. Melinda Gates,  Vereinigte Staaten
6. Mary Barra,  Vereinigte Staaten
7. Nancy Pelosi,  Vereinigte Staaten
8. Ana Patricia Botín,  Spanien
9. Abigail Johnson,  Vereinigte Staaten
10. Gail Boudreaux,  Vereinigte Staaten

### 2021
Top 10:
1. MacKenzie Scott,  Vereinigte Staaten
2. Kamala Harris,  Vereinigte Staaten
3. Christine Lagarde,  Frankreich
4. Mary Barra,  Vereinigte Staaten
5. Melinda French Gates,  Vereinigte Staaten
6. Abigail Johnson,  Vereinigte Staaten
7. Ana Patricia Botín,  Spanien
8. Ursula von der Leyen,  Deutschland
9. Tsai Ing-wen,  Taiwan
10. Julie Sweet,  Vereinigte Staaten

### 2022

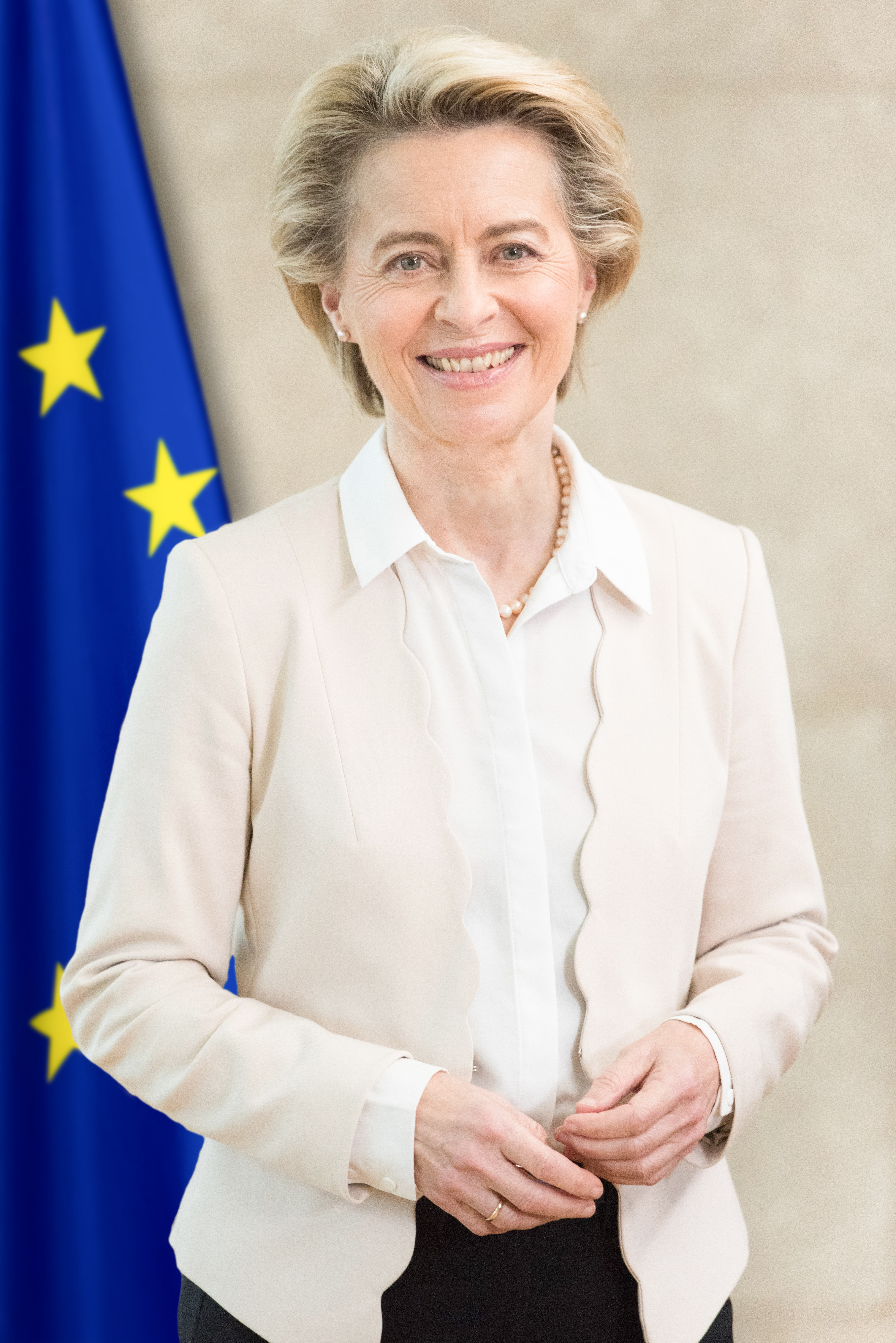
Ursula von der Leyen

Top 10:
1. Ursula von der Leyen,  Deutschland
2. Christine Lagarde,  Frankreich
3. Kamala Harris,  Vereinigte Staaten
4. Mary Barra,  Vereinigte Staaten
5. Abigail Johnson,  Vereinigte Staaten
6. Melinda Gates,  Vereinigte Staaten
7. Giorgia Meloni,  Italien
8. Karen Lynch,  Vereinigte Staaten
9. Julie Sweet,  Vereinigte Staaten
10. Jane Fraser,  Vereinigte Staaten

### 2023
Top 10:
1. Ursula von der Leyen,  Deutschland
2. Christine Lagarde,  Frankreich
3. Kamala Harris,  Vereinigte Staaten
4. Giorgia Meloni,  Italien
5. Taylor Swift,  Vereinigte Staaten
6. Karen S. Lynch,  Vereinigte Staaten
7. Jane Fraser,  Vereinigte Staaten
8. Abigail Johnson,  Vereinigte Staaten
9. Mary Barra,  Vereinigte Staaten
10. Melinda Gates,  Vereinigte Staaten

### 2024
Top 10: 
1. Ursula von der Leyen,  Deutschland
2. Christine Lagarde,  Frankreich
3. Giorgia Meloni,  Italien
4. Claudia Sheinbaum,  Mexiko
5. Mary Barra,  Vereinigte Staaten
6. Abigail Johnson,  Vereinigte Staaten
7. Julie Sweet,  Vereinigte Staaten
8. Melinda French Gates,  Vereinigte Staaten
9. MacKenzie Scott,  Vereinigte Staaten
10. Jane Faser,  Vereinigte Staaten

## Listen

### 2004
| Platz | Name                                   | Land                   |
| ----- | -------------------------------------- | ---------------------- |
| 1     | Condoleezza Rice                       | Vereinigte Staaten     |
| 2     | Wu Yi                                  | Volksrepublik China    |
| 3     | Sonia Gandhi                           | Indien                 |
| 4     | Laura Bush                             | Vereinigte Staaten     |
| 5     | Hillary Clinton                        | Vereinigte Staaten     |
| 6     | Sandra Day O’Connor                    | Vereinigte Staaten     |
| 7     | Ruth Bader Ginsburg                    | Vereinigte Staaten     |
| 8     | Megawati Sukarnoputri                  | Indonesien             |
| 9     | Gloria Macapagal-Arroyo                | Philippinen            |
| 10    | Carly Fiorina                          | Vereinigte Staaten     |
| 11    | Nancy Pelosi                           | Vereinigte Staaten     |
| 12    | Cherie Blair                           | Vereinigtes Königreich |
| 13    | Rania von Jordanien                    | Jordanien              |
| 14    | Khaleda Zia                            | Bangladesch            |
| 15    | Abigail Johnson                        | Vereinigte Staaten     |
| 16    | Susan Arnold                           | Vereinigte Staaten     |
| 17    | Christine Poon                         | Vereinigte Staaten     |
| 18    | Karen Hughes                           | Vereinigte Staaten     |
| 19    | Marjorie Magner                        | Vereinigte Staaten     |
| 20    | Ann S. Moore                           | Vereinigte Staaten     |
| 21    | Margaret Thatcher                      | Vereinigtes Königreich |
| 22    | Elisabeth II.                          | Vereinigtes Königreich |
| 23    | Lynne Cheney                           | Vereinigte Staaten     |
| 24    | Ho Ching                               | Singapur               |
| 25    | Barbara Walters                        | Vereinigte Staaten     |
| 26    | Diane Sawyer                           | Vereinigte Staaten     |
| 27    | Anne Sweeney                           | Vereinigte Staaten     |
| 28    | Vivian Banta                           | Vereinigte Staaten     |
| 29    | Indra Nooyi                            | Vereinigte Staaten     |
| 30    | Elizabeth Dole                         | Vereinigte Staaten     |
| 31    | Tarja Halonen                          | Finnland               |
| 32    | Nance Dicciani                         | Vereinigte Staaten     |
| 33    | Mary McAleese                          | Irland                 |
| 34    | Loyola de Palacio                      | Spanien                |
| 35    | Königin Beatrix der Niederlande        | Niederlande            |
| 36    | Marina Berlusconi                      | Italien                |
| 37    | Brenda C. Barnes                       | Vereinigte Staaten     |
| 38    | Vanessa Castagna                       | Vereinigte Staaten     |
| 39    | Königin Sofia von Spanien              | Spanien                |
| 40    | Mary Sammons                           | Vereinigte Staaten     |
| 41    | Susanne Klatten                        | Deutschland            |
| 42    | Anne M. Mulcahy                        | Vereinigte Staaten     |
| 43    | Helen Clark                            | Neuseeland             |
| 44    | Chandrika Kumaratunga                  | Sri Lanka              |
| 45    | Aung San Suu Kyi                       | Myanmar                |
| 46    | Faezeh Rafsanjani                      | Iran                   |
| 47    | Peng Peiyun                            | Volksrepublik China    |
| 48    | Sallie Krawcheck                       | Vereinigte Staaten     |
| 49    | Gail Berman                            | Vereinigte Staaten     |
| 50    | Dianne Feinstein                       | Vereinigte Staaten     |
| 51    | Meg Whitman                            | Vereinigte Staaten     |
| 52    | Patricia Stonesifer                    | Vereinigte Staaten     |
| 53    | Anne Lauvergeon                        | Frankreich             |
| 54    | Karen Elliott House                    | Vereinigte Staaten     |
| 55    | Xie Qihua                              | Volksrepublik China    |
| 56    | Patricia Russo                         | Vereinigte Staaten     |
| 57    | Katie Couric                           | Vereinigte Staaten     |
| 58    | Olympia Snowe                          | Vereinigte Staaten     |
| 59    | Marjorie Scardino                      | Vereinigtes Königreich |
| 60    | Stacey Snider                          | Vereinigte Staaten     |
| 61    | Andrea Jung                            | Vereinigte Staaten     |
| 62    | Oprah Winfrey                          | Vereinigte Staaten     |
| 63    | Colleen Barrett                        | Vereinigte Staaten     |
| 64    | Judith McGrath                         | Vereinigte Staaten     |
| 65    | Antonia Johnson                        | Schweden               |
| 66    | Amy Pascal                             | Vereinigte Staaten     |
| 67    | Anne Cox Chambers, Barbara Cox Anthony | Vereinigte Staaten     |
| 68    | Silvia von Schweden                    | Schweden               |
| 69    | Nancy McKinstry                        | Niederlande            |
| 70    | Vaira Vīķe-Freiberga                   | Lettland               |
| 71    | Sherry Lansing                         | Vereinigte Staaten     |
| 72    | Susan Berresford                       | Vereinigte Staaten     |
| 73    | Luísa Diogo                            | Mosambik               |
| 74    | Sima Samar                             | Afghanistan            |
| 75    | Carla Cico                             | Brasilien              |
| 76    | Christine Lagarde                      | Frankreich             |
| 77    | Belinda Stronach                       | Kanada                 |
| 78    | María Asunción Aramburuzabala          | Mexiko                 |
| 79    | Liliane Bettencourt                    | Frankreich             |
| 80    | Mary Ma Xuezheng                       | Volksrepublik China    |
| 81    | Stephanie Burns                        | Vereinigte Staaten     |
| 82    | Marilyn Carlson Nelson                 | Vereinigte Staaten     |
| 83    | Nūr von Jordanien                      | Jordanien              |
| 84    | Greta Van Susteren                     | Vereinigte Staaten     |
| 85    | Joanne K. Rowling                      | Vereinigtes Königreich |
| 86    | Mathilde Krim                          | Vereinigte Staaten     |
| 87    | Louise Fréchette                       | Kanada                 |
| 88    | Ruth Ann Marshall                      | Vereinigte Staaten     |
| 89    | Ann Fudge                              | Vereinigte Staaten     |
| 90    | Carol Bartz                            | Vereinigte Staaten     |
| 91    | Orit Gadiesh                           | Vereinigte Staaten     |
| 92    | Martha Nelson                          | Vereinigte Staaten     |
| 93    | Shelly Lazarus                         | Vereinigte Staaten     |
| 94    | Ana Patricia Botín                     | Spanien                |
| 95    | Carol Bellamy                          | Vereinigte Staaten     |
| 96    | Hanan Aschrawi                         | Palästina              |
| 97    | Clara Furse                            | Vereinigtes Königreich |
| 98    | Nancy Barry                            | Vereinigte Staaten     |
| 99    | Shirin Ebadi                           | Iran                   |
| 100   | Jody Williams                          | Vereinigte Staaten     |

### 2005
| Platz | Name                          | Land                   |
| ----- | ----------------------------- | ---------------------- |
| 1     | Condoleezza Rice              | Vereinigte Staaten     |
| 2     | Wu Yi                         | Volksrepublik China    |
| 3     | Julija Tymoschenko            | Ukraine                |
| 4     | Gloria Macapagal-Arroyo       | Philippinen            |
| 5     | Meg Whitman                   | Vereinigte Staaten     |
| 6     | Anne M. Mulcahy               | Vereinigte Staaten     |
| 7     | Sallie Krawcheck              | Vereinigte Staaten     |
| 8     | Brenda C. Barnes              | Vereinigte Staaten     |
| 9     | Oprah Winfrey                 | Vereinigte Staaten     |
| 10    | Melinda French Gates          | Vereinigte Staaten     |
| 11    | Anne Lauvergeon               | Frankreich             |
| 12    | Julie Gerberding              | Vereinigte Staaten     |
| 13    | Patricia Russo                | Vereinigte Staaten     |
| 14    | Xie Qihua                     | Volksrepublik China    |
| 15    | Aung San Suu Kyi              | Myanmar                |
| 16    | Zoe Cruz                      | Vereinigte Staaten     |
| 17    | Patricia Dunn                 | Vereinigte Staaten     |
| 18    | Marjorie Scardino             | Vereinigte Staaten     |
| 19    | Abby Joseph Cohen             | Vereinigte Staaten     |
| 20    | Ann Livermore                 | Vereinigte Staaten     |
| 21    | Mary McAleese                 | Irland                 |
| 22    | Safra A. Catz                 | Israel                 |
| 23    | Ruth Bader Ginsburg           | Vereinigte Staaten     |
| 24    | Helen Clark                   | Neuseeland             |
| 25    | Chandrika Kumaratunga         | Sri Lanka              |
| 26    | Hillary Clinton               | Vereinigte Staaten     |
| 27    | Mary Sammons                  | Vereinigte Staaten     |
| 28    | Indra Nooyi                   | Vereinigte Staaten     |
| 29    | Khaleda Zia                   | Bangladesch            |
| 30    | Ho Ching                      | Singapur               |
| 31    | Tarja Halonen                 | Finnland               |
| 32    | Carla Cico                    | Brasilien              |
| 33    | Anne Sweeney                  | Vereinigte Staaten     |
| 34    | Marjorie Magner               | Vereinigte Staaten     |
| 35    | Andrea Jung                   | Vereinigte Staaten     |
| 36    | Sandra Day O’Connor           | Vereinigte Staaten     |
| 37    | Abigail Johnson               | Vereinigte Staaten     |
| 38    | Ann S. Moore                  | Vereinigte Staaten     |
| 39    | Liliane Bettencourt           | Frankreich             |
| 40    | Joanne K. Rowling             | Vereinigtes Königreich |
| 41    | Ruth Ann Marshall             | Vereinigte Staaten     |
| 42    | Dianne Feinstein              | Vereinigte Staaten     |
| 43    | Christine Poon                | Vereinigte Staaten     |
| 44    | Neelie Kroes                  | Niederlande            |
| 45    | Nancy McKinstry               | Vereinigte Staaten     |
| 46    | Laura Bush                    | Vereinigte Staaten     |
| 47    | Katie Couric                  | Vereinigte Staaten     |
| 48    | Vaira Vīķe-Freiberga          | Lettland               |
| 49    | Judith McGrath                | Vereinigte Staaten     |
| 50    | Amy Pascal                    | Vereinigte Staaten     |
| 51    | Michèle Alliot-Marie          | Frankreich             |
| 52    | Colleen Barrett               | Vereinigte Staaten     |
| 53    | María Asunción Aramburuzabala | Mexiko                 |
| 54    | Olympia Snowe                 | Vereinigte Staaten     |
| 55    | Diane Sawyer                  | Vereinigte Staaten     |
| 56    | Susan Arnold                  | Vereinigte Staaten     |
| 57    | Mary Ma                       | Volksrepublik China    |
| 58    | Elizabeth Dole                | Vereinigte Staaten     |
| 59    | Stacey Snider                 | Vereinigte Staaten     |
| 60    | Doris Fisher                  | Vereinigtes Königreich |
| 61    | Antonia Johnson               | Schweden               |
| 62    | Cherie Blair                  | Vereinigtes Königreich |
| 63    | Rose Marie Bravo              | Vereinigte Staaten     |
| 64    | Vanessa Castagna              | Vereinigte Staaten     |
| 65    | Louise Fréchette              | Kanada                 |
| 66    | Fumiko Hayashi                | Japan                  |
| 67    | Dawn Hudson                   | Vereinigte Staaten     |
| 68    | Wangari Maathai               | Kenia                  |
| 69    | Gail Berman                   | Vereinigte Staaten     |
| 70    | Vivian Banta                  | Vereinigte Staaten     |
| 71    | Susanne Klatten               | Deutschland            |
| 72    | Christiane Amanpour           | Vereinigtes Königreich |
| 73    | Karen Elliott House           | Vereinigte Staaten     |
| 74    | Marina Berlusconi             | Italien                |
| 75    | Elisabeth II.                 | Vereinigtes Königreich |
| 76    | Nancy Pelosi                  | Vereinigte Staaten     |
| 77    | Janet L. Robinson             | Vereinigte Staaten     |
| 78    | Rochelle Lazarus              | Vereinigte Staaten     |
| 79    | Marilyn Carlson Nelson        | Vereinigte Staaten     |
| 80    | Rania von Jordan              | Jordanien              |
| 81    | Susan Desmond-Hellmann        | Vereinigte Staaten     |
| 82    | Stephanie Burns               | Vereinigte Staaten     |
| 83    | Linda Cook                    | Vereinigte Staaten     |
| 84    | Nance Dicciani                | Vereinigte Staaten     |
| 85    | Mary Minnick                  | Vereinigte Staaten     |
| 86    | Carol Bartz                   | Vereinigte Staaten     |
| 87    | Kay Bailey                    | Vereinigte Staaten     |
| 88    | Christine Lagarde             | Frankreich             |
| 89    | Penny Pritzker                | Vereinigte Staaten     |
| 90    | Christie Hefner               | Vereinigte Staaten     |
| 91    | Cathleen Black                | Vereinigte Staaten     |
| 92    | Martha Nelson                 | Vereinigte Staaten     |
| 93    | Susan Berresford              | Vereinigte Staaten     |
| 94    | Nina Jacobson                 | Vereinigte Staaten     |
| 95    | Orit Gadiesh                  | Vereinigte Staaten     |
| 96    | Luísa Diogo                   | Mosambik               |
| 97    | Lubna Olayan                  | Saudi-Arabien          |
| 98    | Nancy Barry                   | Vereinigte Staaten     |
| 99    | Ana Patricia Botín            | Spanien                |
| 100   | Mary Callahan Erdoes          | Vereinigte Staaten     |

### 2006
| Platz | Name                           | Land                   |
| ----- | ------------------------------ | ---------------------- |
| 1     | Angela Merkel                  | Deutschland            |
| 2     | Condoleezza Rice               | Vereinigte Staaten     |
| 3     | Wu Yi                          | Volksrepublik China    |
| 4     | Indra Nooyi                    | Vereinigte Staaten     |
| 5     | Anne M. Mulcahy                | Vereinigte Staaten     |
| 6     | Sallie Krawcheck               | Vereinigte Staaten     |
| 7     | Patricia Woertz                | Vereinigte Staaten     |
| 8     | Anne Lauvergeon                | Frankreich             |
| 9     | Brenda C. Barnes               | Vereinigte Staaten     |
| 10    | Zoe Cruz                       | Vereinigte Staaten     |
| 11    | Irene Rosenfeld                | Vereinigte Staaten     |
| 12    | Melinda French Gates           | Vereinigte Staaten     |
| 13    | Sonia Gandhi                   | Indien                 |
| 14    | Oprah Winfrey                  | Vereinigte Staaten     |
| 15    | Anne Sweeney                   | Vereinigte Staaten     |
| 16    | Mary Sammons                   | Vereinigte Staaten     |
| 17    | Michelle Bachelet              | Chile                  |
| 18    | Hillary Clinton                | Vereinigte Staaten     |
| 19    | Ann Livermore                  | Vereinigte Staaten     |
| 20    | Helen Clark                    | Neuseeland             |
| 21    | Safra A. Catz                  | Vereinigte Staaten     |
| 22    | Meg Whitman                    | Vereinigte Staaten     |
| 23    | Julie Gerberding               | Vereinigte Staaten     |
| 24    | Susan Arnold                   | Vereinigte Staaten     |
| 25    | Patricia Russo                 | Vereinigte Staaten     |
| 26    | Christine Poon                 | Vereinigte Staaten     |
| 27    | Renetta McCann                 | Vereinigte Staaten     |
| 28    | Sima Samar                     | Afghanistan            |
| 29    | Margaret Beckett               | Vereinigtes Königreich |
| 30    | Christine Lagarde              | Frankreich             |
| 31    | Marjorie Scardino              | Vereinigtes Königreich |
| 32    | Ruth Bader Ginsburg            | Vereinigte Staaten     |
| 33    | Khaleda Zia                    | Bangladesch            |
| 34    | Suzanne Nora Johnson           | Vereinigte Staaten     |
| 35    | Wu Xiaoling                    | Volksrepublik China    |
| 36    | Ho Ching                       | Singapur               |
| 37    | Andrea Jung                    | Vereinigte Staaten     |
| 38    | Neelie Kroes                   | Niederlande            |
| 39    | Fumiko Hayashi                 | Japan                  |
| 40    | Tzipi Livni                    | Israel                 |
| 41    | Beth Brooke                    | Vereinigte Staaten     |
| 42    | Marina Berlusconi              | Italien                |
| 43    | Laura Bush                     | Vereinigte Staaten     |
| 44    | Tarja Halonen                  | Finnland               |
| 45    | Gloria Macapagal-Arroyo        | Philippinen            |
| 46    | Elisabeth II.                  | Vereinigtes Königreich |
| 47    | Aung San Suu Kyi               | Myanmar                |
| 48    | Nancy Pelosi                   | Vereinigte Staaten     |
| 49    | Theresa Gattung                | Neuseeland             |
| 50    | Clara Furse                    | Vereinigtes Königreich |
| 51    | Ellen Johnson Sirleaf          | Liberia                |
| 52    | Judith McGrath                 | Vereinigte Staaten     |
| 53    | Ann S. Moore                   | Vereinigte Staaten     |
| 54    | Katie Couric                   | Vereinigte Staaten     |
| 55    | Mary McAleese                  | Irland                 |
| 56    | Linda Cook                     | Vereinigte Staaten     |
| 57    | Michèle Alliot-Marie           | Frankreich             |
| 58    | Paula Rosput Reynolds          | Vereinigte Staaten     |
| 59    | Amy Pascal                     | Vereinigte Staaten     |
| 60    | Diane Sawyer                   | Vereinigte Staaten     |
| 61    | Susan Ivey                     | Vereinigte Staaten     |
| 62    | Ngozi Okonjo-Iweala            | Nigeria                |
| 63    | Vaira Vīķe-Freiberga           | Lettland               |
| 64    | Marilyn Carlson Nelson         | Vereinigte Staaten     |
| 65    | Güler Sabancı                  | Türkei                 |
| 66    | Dora Bakogianni                | Griechenland           |
| 67    | Nancy McKinstry                | Niederlande            |
| 68    | Han Myung-sook                 | Südkorea               |
| 69    | Meredith Vieira                | Vereinigte Staaten     |
| 70    | Mian Mian Yang                 | Volksrepublik China    |
| 71    | Antonia Johnson                | Schweden               |
| 72    | Nahed Taher                    | Saudi-Arabien          |
| 73    | Ana Patricia Botín             | Spanien                |
| 74    | Janet L. Robinson              | Vereinigte Staaten     |
| 75    | Nancy Tellem                   | Vereinigte Staaten     |
| 76    | Angela Ahrendts                | Vereinigtes Königreich |
| 77    | Susan Berresford               | Vereinigte Staaten     |
| 78    | Dawn Hudson                    | Vereinigte Staaten     |
| 79    | Christiane Amanpour            | Vereinigte Staaten     |
| 80    | Christie Hefner                | Vereinigte Staaten     |
| 81    | Königin Rania von Jordanien    | Jordanien              |
| 82    | Colleen Barrett                | Vereinigte Staaten     |
| 83    | Luísa Diogo                    | Mosambik               |
| 84    | Stephanie Burns                | Vereinigte Staaten     |
| 85    | Marie Ehrling                  | Schweden               |
| 86    | Vivian Banta                   | Vereinigte Staaten     |
| 87    | Rochelle Lazarus               | Vereinigte Staaten     |
| 88    | Galia Maor                     | Israel                 |
| 89    | Portia Simpson Miller          | Jamaika                |
| 90    | Gail Berman                    | Vereinigte Staaten     |
| 91    | Maha Al-Ghunaim                | Kuwait                 |
| 92    | Cathleen Black                 | Vereinigte Staaten     |
| 93    | Lalita Gupte, Kalpana Morparia | Indien                 |
| 94    | Stacey Snider                  | Vereinigte Staaten     |
| 95    | Vidya Chhabria                 | Dubai                  |
| 96    | Sharon Allen                   | Vereinigte Staaten     |
| 97    | Lubna Olayan                   | Saudi-Arabien          |
| 98    | Martha Nelson                  | Vereinigte Staaten     |
| 99    | Orit Gadiesh                   | Vereinigte Staaten     |
| 100   | İmre Barmanbek                 | Türkei                 |

### 2007
| Platz | Name                                 | Land                                      |
| ----- | ------------------------------------ | ----------------------------------------- |
| 1     | Angela Merkel                        | Deutschland                               |
| 2     | Wu Yi                                | Volksrepublik China                       |
| 3     | Ho Ching                             | Singapur                                  |
| 4     | Condoleezza Rice                     | Vereinigte Staaten                        |
| 5     | Indra Nooyi                          | Vereinigte Staaten                        |
| 6     | Sonia Gandhi                         | Indien                                    |
| 7     | Cynthia Carroll                      | Vereinigte Staaten Vereinigtes Königreich |
| 8     | Patricia Woertz                      | Vereinigte Staaten                        |
| 9     | Irene Rosenfeld                      | Vereinigte Staaten                        |
| 10    | Patricia Russo                       | Vereinigte Staaten                        |
| 11    | Michèle Alliot-Marie                 | Frankreich                                |
| 12    | Christine Lagarde                    | Frankreich                                |
| 13    | Anne M. Mulcahy                      | Vereinigte Staaten                        |
| 14    | Anne Lauvergeon                      | Frankreich                                |
| 15    | Mary Sammons                         | Vereinigte Staaten                        |
| 16    | Angela Braly                         | Vereinigte Staaten                        |
| 17    | Marjorie Scardino                    | Vereinigtes Königreich                    |
| 18    | Wu Xiaoling                          | Volksrepublik China                       |
| 19    | Brenda C. Barnes                     | Vereinigte Staaten                        |
| 20    | Ruth Bader Ginsburg                  | Vereinigte Staaten                        |
| 21    | Oprah Winfrey                        | Vereinigte Staaten                        |
| 22    | Meg Whitman                          | Vereinigte Staaten                        |
| 23    | Elisabeth II.                        | Vereinigtes Königreich                    |
| 24    | Melinda French Gates                 | Vereinigte Staaten                        |
| 25    | Hillary Clinton                      | Vereinigte Staaten                        |
| 26    | Nancy Pelosi                         | Vereinigte Staaten                        |
| 27    | Michelle Bachelet                    | Chile                                     |
| 28    | Safra A. Catz                        | Israel Vereinigte Staaten                 |
| 29    | Susan Arnold                         | Vereinigte Staaten                        |
| 30    | Andrea Jung                          | Vereinigte Staaten                        |
| 31    | Judith McGrath                       | Vereinigte Staaten                        |
| 32    | Julie Gerberding                     | Vereinigte Staaten                        |
| 33    | Marina Berlusconi                    | Italien                                   |
| 34    | Zoe Cruz                             | Vereinigte Staaten                        |
| 35    | Amy Pascal                           | Vereinigte Staaten                        |
| 36    | Ann Livermore                        | Vereinigte Staaten                        |
| 37    | Margaret Chan                        | Hongkong                                  |
| 38    | Helen Clark                          | Neuseeland                                |
| 39    | Tzipi Livni                          | Israel                                    |
| 40    | Ana Patricia Botín                   | Spanien                                   |
| 41    | Renetta McCann                       | Vereinigte Staaten                        |
| 42    | Susan Ivey                           | Vereinigte Staaten                        |
| 43    | Yang Mianmian                        | Volksrepublik China                       |
| 44    | Linda Cook                           | Niederlande                               |
| 45    | Janet L. Robinson                    | Vereinigte Staaten                        |
| 46    | Christine Poon                       | Vereinigte Staaten                        |
| 47    | Drew Gilpin Faust                    | Vereinigte Staaten                        |
| 48    | Paula Rosput Reynolds                | Vereinigte Staaten                        |
| 49    | Nancy Tellem                         | Vereinigte Staaten                        |
| 50    | Tarja Halonen                        | Finnland                                  |
| 51    | Gloria Macapagal-Arroyo              | Philippinen                               |
| 52    | Dawn Hudson                          | Vereinigte Staaten                        |
| 53    | Nancy McKinstry                      | Niederlande                               |
| 54    | Clara Furse                          | Vereinigtes Königreich                    |
| 55    | Meredith Vieira                      | Vereinigte Staaten                        |
| 56    | Christina Gold                       | Vereinigte Staaten                        |
| 57    | Ann S. Moore                         | Vereinigte Staaten                        |
| 58    | Mary McAleese                        | Irland                                    |
| 59    | Neelie Kroes                         | Niederlande                               |
| 60    | Laura Bush                           | Vereinigte Staaten                        |
| 61    | Susan Desmond-Hellmann               | Vereinigte Staaten                        |
| 62    | Diane Sawyer                         | Vereinigte Staaten                        |
| 63    | Katie Couric                         | Vereinigte Staaten                        |
| 64    | Sharon Allen                         | Vereinigte Staaten                        |
| 65    | Güler Sabancı                        | Türkei                                    |
| 66    | Angela Ahrendts                      | Vereinigtes Königreich                    |
| 67    | Dora Bakogianni                      | Griechenland                              |
| 68    | Zaha Hadid                           | Irak Vereinigtes Königreich               |
| 69    | Antonia Johnson                      | Schweden                                  |
| 70    | Beth Brooke                          | Vereinigte Staaten                        |
| 71    | Aung San Suu Kyi                     | Myanmar                                   |
| 72    | Maha Al-Ghunaim                      | Kuwait                                    |
| 73    | Colleen Barrett                      | Vereinigte Staaten                        |
| 74    | Christiane Amanpour                  | Vereinigte Staaten                        |
| 75    | Yan Cheung                           | Volksrepublik China                       |
| 76    | Rosalía Mera                         | Spanien                                   |
| 77    | Anne Sweeney                         | Vereinigte Staaten                        |
| 78    | Marilyn Carlson Nelson               | Vereinigte Staaten                        |
| 79    | Sheikha Mozah Bint Nasser Al-Missned | Katar                                     |
| 80    | Maureen Chiquet                      | Frankreich                                |
| 81    | Portia Simpson Miller                | Jamaika                                   |
| 82    | Rania von Jordanien                  | Jordanien                                 |
| 83    | Galia Maor                           | Israel                                    |
| 84    | Gina Rinehart                        | Australien                                |
| 85    | Christie Hefner                      | Vereinigte Staaten                        |
| 86    | Stephanie Burns                      | Vereinigte Staaten                        |
| 87    | Stacey Snider                        | Vereinigte Staaten                        |
| 88    | Imre Barmanbek                       | Türkei                                    |
| 89    | Luísa Diogo                          | Mosambik                                  |
| 90    | Chu Lam Yiu                          | Volksrepublik China                       |
| 91    | Giuliana Benetton                    | Italien                                   |
| 92    | Sima Samar                           | Afghanistan                               |
| 93    | Dong Mingzhu                         | Volksrepublik China                       |
| 94    | Cathleen Black                       | Vereinigte Staaten                        |
| 95    | Mary West                            | Vereinigte Staaten                        |
| 96    | Rochelle Lazarus                     | Vereinigte Staaten                        |
| 97    | Vidya Chhabria                       | Dubai                                     |
| 98    | Orit Gadiesh                         | Vereinigte Staaten                        |
| 99    | Sheikha Lubna Al Qasimi              | Vereinigte Arabische Emirate              |
| 100   | Ellen Johnson Sirleaf                | Liberia                                   |

### 2008
| Platz | Name                           | Land                                      |
| ----- | ------------------------------ | ----------------------------------------- |
| 1     | Angela Merkel                  | Deutschland                               |
| 2     | Sheila Bair                    | Vereinigte Staaten                        |
| 3     | Indra Nooyi                    | Indien                                    |
| 4     | Angela Braly                   | Vereinigte Staaten                        |
| 5     | Cynthia Carroll                | Vereinigte Staaten Vereinigtes Königreich |
| 6     | Irene Rosenfeld                | Vereinigte Staaten                        |
| 7     | Condoleezza Rice               | Vereinigte Staaten                        |
| 8     | Ho Ching                       | Singapur                                  |
| 9     | Anne Lauvergeon                | Frankreich                                |
| 10    | Anne M. Mulcahy                | Vereinigte Staaten                        |
| 11    | Gail Kelly                     | Australien                                |
| 12    | Patricia Woertz                | Vereinigte Staaten                        |
| 13    | Cristina Fernández de Kirchner | Argentinien                               |
| 14    | Christine Lagarde              | Frankreich                                |
| 15    | Safra A. Catz                  | Israel Vereinigte Staaten                 |
| 16    | Carol B. Tome                  | Vereinigte Staaten                        |
| 17    | Julija Tymoschenko             | Ukraine                                   |
| 18    | Mary Sammons                   | Vereinigte Staaten                        |
| 19    | Andrea Jung                    | Vereinigte Staaten                        |
| 20    | Marjorie Scardino              | Vereinigtes Königreich                    |
| 21    | Sonia Gandhi                   | Indien                                    |
| 22    | Risa Lavizzo-Mourey            | Vereinigte Staaten                        |
| 23    | Sri Mulyani Indrawati          | Indonesien                                |
| 24    | Julie Gerberding               | Vereinigte Staaten                        |
| 25    | Michelle Bachelet              | Chile                                     |
| 26    | Ellen Alemany                  | Vereinigte Staaten                        |
| 27    | Carol Meyrowitz                | Vereinigte Staaten                        |
| 28    | Hillary Clinton                | Vereinigte Staaten                        |
| 29    | Hynd Bouhia                    | Marokko                                   |
| 30    | Anne Sweeney                   | Vereinigte Staaten                        |
| 31    | Walentina Iwanowna Matwijenko  | Russland                                  |
| 32    | Nancy Tellem                   | Vereinigte Staaten                        |
| 33    | Ann Livermore                  | Vereinigte Staaten                        |
| 34    | Marina Berlusconi              | Italien                                   |
| 35    | Nancy Pelosi                   | Vereinigte Staaten                        |
| 36    | Oprah Winfrey                  | Vereinigte Staaten                        |
| 37    | Gulzhan Moldazhanova           | Russland                                  |
| 38    | Aung San Suu Kyi               | Myanmar                                   |
| 39    | Lynn Elsenhans                 | Vereinigte Staaten                        |
| 40    | Melinda French Gates           | Vereinigte Staaten                        |
| 41    | Gloria Macapagal-Arroyo        | Philippinen                               |
| 42    | Jane Mendillo                  | Vereinigte Staaten                        |
| 43    | Linda Cook                     | Niederlande                               |
| 44    | Laura Bush                     | Vereinigte Staaten                        |
| 45    | Brenda C. Barnes               | Vereinigte Staaten                        |
| 46    | Christine Poon                 | Vereinigte Staaten                        |
| 47    | Neelie Kroes                   | Niederlande                               |
| 48    | Amy Woods Brinkley             | Vereinigte Staaten                        |
| 49    | Susan Arnold                   | Vereinigte Staaten                        |
| 50    | Susan Decker                   | Vereinigte Staaten                        |
| 51    | Ana Patricia Botín             | Spanien                                   |
| 52    | Tzipi Livni                    | Israel                                    |
| 53    | Dominique Senequier            | Frankreich                                |
| 54    | Amy Pascal                     | Vereinigte Staaten                        |
| 55    | Ursula Burns                   | Vereinigte Staaten                        |
| 56    | Helen Clark                    | Neuseeland                                |
| 57    | Laura Desmond                  | Vereinigte Staaten                        |
| 58    | Elisabeth II.                  | Vereinigtes Königreich                    |
| 59    | Mayawati Kumari                | Indien                                    |
| 60    | Judith McGrath                 | Vereinigte Staaten                        |
| 61    | Meredith Vieira                | Vereinigte Staaten                        |
| 62    | Katie Couric                   | Vereinigte Staaten                        |
| 63    | Barbara Walters                | Vereinigte Staaten                        |
| 64    | Sallie Krawcheck               | Vereinigte Staaten                        |
| 65    | Diane Sawyer                   | Vereinigte Staaten                        |
| 66    | Ellen Johnson Sirleaf          | Liberia                                   |
| 67    | Janice Fields                  | Vereinigte Staaten                        |
| 68    | Zhang Xin                      | Volksrepublik China                       |
| 69    | Zaha Hadid                     | Irak Vereinigtes Königreich               |
| 70    | Yang Mian Mian                 | Volksrepublik China                       |
| 71    | Tarja Halonen                  | Finnland                                  |
| 72    | Ruth Bader Ginsburg            | Vereinigte Staaten                        |
| 73    | Hyun Jeong-Eun                 | Südkorea                                  |
| 74    | Mary McAleese                  | Irland                                    |
| 75    | Güler Sabancı                  | Türkei                                    |
| 76    | Drew Gilpin Faust              | Vereinigte Staaten                        |
| 77    | Lisa M. Weber                  | Vereinigte Staaten                        |
| 78    | Dora Bakogianni                | Griechenland                              |
| 79    | Beth Brooke                    | Vereinigte Staaten                        |
| 80    | Lee Myung-hee                  | Südkorea                                  |
| 81    | Susan Ivey                     | Vereinigte Staaten                        |
| 82    | Nancy McKinstry                | Niederlande                               |
| 83    | Janet L. Robinson              | Vereinigte Staaten                        |
| 84    | Margaret Chan                  | Hongkong                                  |
| 85    | Clara Furse                    | Vereinigtes Königreich                    |
| 86    | Ellen J. Kullman               | Vereinigte Staaten                        |
| 87    | Susan Desmond-Hellmann         | Vereinigte Staaten                        |
| 88    | Eva Cheng                      | Hongkong                                  |
| 89    | Maha Al-Ghunaim                | Kuwait                                    |
| 90    | Christina Gold                 | Vereinigte Staaten                        |
| 91    | Christiane Amanpour            | Vereinigtes Königreich                    |
| 92    | Pamela Nicholson               | Vereinigte Staaten                        |
| 93    | Ann S. Moore                   | Vereinigte Staaten                        |
| 94    | Sharon Allen                   | Vereinigte Staaten                        |
| 95    | Jing Ulrich                    | Volksrepublik China                       |
| 96    | Königin Rania von Jordanien    | Jordanien                                 |
| 97    | Virginia Rometty               | Vereinigte Staaten                        |
| 98    | Gina Rinehart                  | Australien                                |
| 99    | Kiran Mazumdar-Shaw            | Indien                                    |
| 100   | Paula Rosput Reynolds          | Vereinigte Staaten                        |

### 2009
| Platz | Name                           | Land                                      |
| ----- | ------------------------------ | ----------------------------------------- |
| 1     | Angela Merkel                  | Deutschland                               |
| 2     | Sheila Bair                    | Vereinigte Staaten                        |
| 3     | Indra Nooyi                    | Indien                                    |
| 4     | Cynthia Carroll                | Vereinigte Staaten Vereinigtes Königreich |
| 5     | Ho Ching                       | Singapur                                  |
| 6     | Irene Rosenfeld                | Vereinigte Staaten                        |
| 7     | Ellen J. Kullman               | Vereinigte Staaten                        |
| 8     | Angela Braly                   | Vereinigte Staaten                        |
| 9     | Anne Lauvergeon                | Frankreich                                |
| 10    | Lynn Elsenhans                 | Vereinigte Staaten                        |
| 11    | Cristina Fernández de Kirchner | Argentinien                               |
| 12    | Carol Bartz                    | Vereinigte Staaten                        |
| 13    | Sonia Gandhi                   | Indien                                    |
| 14    | Ursula Burns                   | Vereinigte Staaten                        |
| 15    | Anne M. Mulcahy                | Vereinigte Staaten                        |
| 16    | Safra A. Catz                  | Israel Vereinigte Staaten                 |
| 17    | Christine Lagarde              | Frankreich                                |
| 18    | Gail Kelly                     | Australien                                |
| 19    | Marjorie Scardino              | Vereinigtes Königreich                    |
| 20    | Chanda Kochhar                 | Indien                                    |
| 21    | Mary Sammons                   | Vereinigte Staaten                        |
| 22    | Michelle Bachelet              | Chile                                     |
| 23    | Paula Reynolds                 | Vereinigte Staaten                        |
| 24    | Carol Meyrowitz                | Vereinigte Staaten                        |
| 25    | Andrea Jung                    | Vereinigte Staaten                        |
| 26    | Patricia Woertz                | Vereinigte Staaten                        |
| 27    | Güler Sabancı                  | Türkei                                    |
| 28    | Barbara Desoer                 | Vereinigte Staaten                        |
| 29    | Brenda C. Barnes               | Vereinigte Staaten                        |
| 30    | Risa Lavizzo-Mourey            | Vereinigte Staaten                        |
| 31    | Ann Livermore                  | Vereinigte Staaten                        |
| 32    | Cathie Lesjak                  | Vereinigte Staaten                        |
| 33    | Marina Berlusconi              | Italien                                   |
| 34    | Melinda French Gates           | Vereinigte Staaten                        |
| 35    | Nancy Pelosi                   | Vereinigte Staaten                        |
| 36    | Hillary Clinton                | Vereinigte Staaten                        |
| 37    | Jane Mendillo                  | Vereinigte Staaten                        |
| 38    | Margaret Chan                  | Hongkong                                  |
| 39    | Susan Chambers                 | Vereinigte Staaten                        |
| 40    | Michelle Obama                 | Vereinigte Staaten                        |
| 41    | Oprah Winfrey                  | Vereinigte Staaten                        |
| 42    | Elisabeth II.                  | Vereinigtes Königreich                    |
| 43    | Nancy McKinstry                | Niederlande                               |
| 44    | Gloria Macapagal-Arroyo        | Philippinen                               |
| 45    | Ana Patricia Botín             | Spanien                                   |
| 46    | Ann Veneman                    | Vereinigte Staaten                        |
| 47    | Julija Tymoschenko             | Ukraine                                   |
| 48    | Ruth Bader Ginsburg            | Vereinigte Staaten                        |
| 49    | Janet L. Robinson              | Vereinigte Staaten                        |
| 50    | Dominique Senequier            | Frankreich                                |
| 51    | Janet Napolitano               | Vereinigte Staaten                        |
| 52    | Anne Sweeney                   | Vereinigte Staaten                        |
| 53    | Neelie Kroes                   | Niederlande                               |
| 54    | Gail Boudreaux                 | Vereinigte Staaten                        |
| 55    | Sonia Sotomayor                | Vereinigte Staaten                        |
| 56    | Mary Schapiro                  | Vereinigte Staaten                        |
| 57    | Kathleen Sebelius              | Vereinigte Staaten                        |
| 58    | Ellen Alemany                  | Vereinigte Staaten                        |
| 59    | Susan Ivey                     | Vereinigte Staaten                        |
| 60    | Amy Pascal                     | Vereinigte Staaten                        |
| 61    | Helen Clark                    | Neuseeland                                |
| 62    | Judith McGrath                 | Vereinigte Staaten                        |
| 63    | Stacey Snider                  | Vereinigte Staaten                        |
| 64    | Navanethem Pillay              | Südafrika                                 |
| 65    | Janet Clark                    | Vereinigte Staaten                        |
| 66    | Sherilyn McCoy                 | Vereinigte Staaten                        |
| 67    | Ellen Johnson Sirleaf          | Liberia                                   |
| 68    | Tarja Halonen                  | Finnland                                  |
| 69    | Mary McAleese                  | Irland                                    |
| 70    | Virginia M. Rometty            | Vereinigte Staaten                        |
| 71    | Angela Ahrendts                | Vereinigtes Königreich                    |
| 72    | Sri Mulyani Indrawati          | Indonesien                                |
| 73    | Terri Dial                     | Vereinigte Staaten                        |
| 74    | Deirdre Connelly               | Vereinigte Staaten                        |
| 75    | Jóhanna Sigurðardóttir         | Island                                    |
| 76    | Königin Rania von Jordanien    | Jordanien                                 |
| 77    | Christina Gold                 | Vereinigte Staaten                        |
| 78    | Colleen Goggins                | Vereinigte Staaten                        |
| 79    | Hasina Wajed                   | Bangladesch                               |
| 80    | Hyun Jeong-Eun                 | Südkorea                                  |
| 81    | Amy Schulman                   | Vereinigte Staaten                        |
| 82    | Penny Pritzker                 | Vereinigte Staaten                        |
| 83    | Drew Gilpin Faust              | Vereinigte Staaten                        |
| 84    | Melanie Healey                 | Vereinigte Staaten                        |
| 85    | Elizabeth Smith                | Vereinigte Staaten                        |
| 86    | Deb Henretta                   | Singapur                                  |
| 87    | Ann S. Moore                   | Vereinigte Staaten                        |
| 88    | Sallie Krawcheck               | Vereinigte Staaten                        |
| 89    | Pamela Nicholson               | Vereinigte Staaten                        |
| 90    | Janice Fields                  | Vereinigte Staaten                        |
| 91    | Stephanie Burns                | Vereinigte Staaten                        |
| 92    | Kiran Mazumdar-Shaw            | Indien                                    |
| 93    | Eva Cheng                      | Hongkong                                  |
| 94    | Efrat Peled                    | Israel                                    |
| 95    | Lubna Khalid Al Qasimi         | Vereinigte Arabische Emirate              |
| 96    | Charlene Begley                | Vereinigte Staaten                        |
| 97    | Mindy Grossman                 | Vereinigte Staaten                        |
| 98    | Sharon Allen                   | Vereinigte Staaten                        |
| 99    | Heidi Miller                   | Vereinigte Staaten                        |
| 100   | Mary Callahan Erdoes           | Vereinigte Staaten                        |

### 2010
| Platz | Name                           | Land                                      |
| ----- | ------------------------------ | ----------------------------------------- |
| 1     | Michelle Obama                 | Vereinigte Staaten                        |
| 2     | Irene Rosenfeld                | Vereinigte Staaten                        |
| 3     | Oprah Winfrey                  | Vereinigte Staaten                        |
| 4     | Angela Merkel                  | Deutschland                               |
| 5     | Hillary Clinton                | Vereinigte Staaten                        |
| 6     | Indra Nooyi                    | Indien Vereinigte Staaten                 |
| 7     | Lady Gaga                      | Vereinigte Staaten                        |
| 8     | Gail Kelly                     | Australien                                |
| 9     | Beyoncé Knowles                | Vereinigte Staaten                        |
| 10    | Ellen DeGeneres                | Vereinigte Staaten                        |
| 11    | Nancy Pelosi                   | Vereinigte Staaten                        |
| 12    | Angela Braly                   | Vereinigte Staaten                        |
| 13    | Janet Napolitano               | Vereinigte Staaten                        |
| 14    | Cynthia Carroll                | Vereinigte Staaten Vereinigtes Königreich |
| 15    | Sheila Bair                    | Vereinigte Staaten                        |
| 16    | Sarah Palin                    | Vereinigte Staaten                        |
| 17    | Mary Schapiro                  | Vereinigte Staaten                        |
| 18    | Ellen J. Kullman               | Vereinigte Staaten                        |
| 19    | Sonia Sotomayor                | Vereinigte Staaten                        |
| 20    | Ursula Burns                   | Vereinigte Staaten                        |
| 21    | Angelina Jolie                 | Vereinigte Staaten                        |
| 22    | Katie Couric                   | Vereinigte Staaten                        |
| 23    | Kathleen Sebelius              | Vereinigte Staaten                        |
| 24    | Anne Lauvergeon                | Frankreich                                |
| 25    | Elena Kagan                    | Vereinigte Staaten                        |
| 26    | Patricia Woertz                | Vereinigte Staaten                        |
| 27    | Melinda French Gates           | Vereinigte Staaten                        |
| 28    | Arianna Huffington             | Vereinigte Staaten                        |
| 29    | Madonna                        | Vereinigte Staaten                        |
| 30    | Ho Ching                       | Singapur                                  |
| 31    | Ruth Bader Ginsburg            | Vereinigte Staaten                        |
| 32    | Maria Ramos                    | Südafrika                                 |
| 33    | Chelsea Handler                | Vereinigte Staaten                        |
| 34    | Tina Brown                     | Vereinigtes Königreich                    |
| 35    | Carla Bruni                    | Frankreich                                |
| 36    | Lynn Elsenhans                 | Vereinigte Staaten                        |
| 37    | Elizabeth Warren               | Vereinigte Staaten                        |
| 38    | Ana Patricia Botín             | Spanien                                   |
| 39    | Heidi Klum                     | Deutschland Vereinigte Staaten            |
| 40    | Meredith Vieira                | Vereinigte Staaten                        |
| 41    | Elisabeth II.                  | Vereinigtes Königreich                    |
| 42    | Carol Bartz                    | Vereinigte Staaten                        |
| 43    | Christine Lagarde              | Frankreich                                |
| 44    | Sallie Krawcheck               | Vereinigte Staaten                        |
| 45    | Sarah Jessica Parker           | Vereinigte Staaten                        |
| 46    | Diane Sawyer                   | Vereinigte Staaten                        |
| 47    | Meg Whitman                    | Vereinigte Staaten                        |
| 48    | Marina Berlusconi              | Italien                                   |
| 49    | Stephenie Meyer                | Vereinigte Staaten                        |
| 50    | Rachel Maddow                  | Vereinigte Staaten                        |
| 51    | Carly Fiorina                  | Vereinigte Staaten                        |
| 52    | Güler Sabancı                  | Türkei                                    |
| 53    | Maria Shriver                  | Vereinigte Staaten                        |
| 54    | Carol Meyrowitz                | Vereinigte Staaten                        |
| 55    | Serena Williams                | Vereinigte Staaten                        |
| 56    | Anna Wintour                   | Vereinigtes Königreich                    |
| 57    | Andrea Jung                    | Vereinigte Staaten                        |
| 58    | Julia Gillard                  | Australien                                |
| 59    | Abigail Johnson                | Vereinigte Staaten                        |
| 60    | Venus Williams                 | Vereinigte Staaten                        |
| 61    | Suze Orman                     | Vereinigte Staaten                        |
| 62    | Tarja Halonen                  | Finnland                                  |
| 63    | Marjorie Scardino              | Vereinigtes Königreich                    |
| 64    | Mary McAleese                  | Irland                                    |
| 65    | Annika Falkengren              | Schweden                                  |
| 66    | Sheryl Sandberg                | Vereinigte Staaten                        |
| 67    | Cathleen Black                 | Vereinigte Staaten                        |
| 68    | Cristina Fernández de Kirchner | Argentinien                               |
| 69    | Anne Sweeney                   | Vereinigte Staaten                        |
| 70    | Lubna Khalid Al Qasimi         | Vereinigte Arabische Emirate              |
| 71    | Chua Sock Koong                | Singapur                                  |
| 72    | Gisele Bündchen                | Brasilien                                 |
| 73    | Christiane Amanpour            | Vereinigtes Königreich                    |
| 74    | Musa bint Nasser al-Missned    | Katar                                     |
| 75    | Susan Ivey                     | Vereinigte Staaten                        |
| 76    | Königin Rania von Jordanien    | Jordanien                                 |
| 77    | Nancy McKinstry                | Niederlande                               |
| 78    | Rachael Ray                    | Vereinigte Staaten                        |
| 79    | Nikki Finke                    | Vereinigte Staaten                        |
| 80    | Jóhanna Sigurðardóttir         | Island                                    |
| 81    | Jing Ulrich                    | Volksrepublik China                       |
| 82    | Laura Sen                      | Vereinigte Staaten                        |
| 83    | Laura Chinchilla               | Costa Rica                                |
| 84    | Mary Callahan Erdoes           | Vereinigte Staaten                        |
| 85    | Janet L. Robinson              | Vereinigte Staaten                        |
| 86    | Ellen Johnson Sirleaf          | Liberia                                   |
| 87    | Amy Pascal                     | Vereinigte Staaten                        |
| 88    | Tory Burch                     | Vereinigte Staaten                        |
| 89    | Shikha Sharma                  | Indien                                    |
| 90    | Sun Yafang                     | Volksrepublik China                       |
| 91    | Vera Wang                      | Vereinigte Staaten                        |
| 92    | Chanda Kochhar                 | Indien                                    |
| 93    | Danica Patrick                 | Vereinigte Staaten                        |
| 94    | Maha Al-Ghunaim                | Kuwait                                    |
| 95    | Dilma Rousseff                 | Brasilien                                 |
| 96    | Donna Karan                    | Vereinigte Staaten                        |
| 97    | Angela Ahrendts                | Vereinigte Staaten                        |
| 98    | Ellen Alemany                  | Vereinigte Staaten                        |
| 99    | Martha Stewart                 | Vereinigte Staaten                        |
| 100   | Dominique Senequier            | Frankreich                                |

### 2011
| Platz | Name                           | Land                                      |
| ----- | ------------------------------ | ----------------------------------------- |
| 1     | Angela Merkel                  | Deutschland                               |
| 2     | Hillary Clinton                | Vereinigte Staaten                        |
| 3     | Dilma Rousseff                 | Brasilien                                 |
| 4     | Indra Nooyi                    | Indien Vereinigte Staaten                 |
| 5     | Sheryl Sandberg                | Vereinigte Staaten                        |
| 6     | Melinda Gates                  | Vereinigte Staaten                        |
| 7     | Sonia Gandhi                   | Italien Indien                            |
| 8     | Michelle Obama                 | Vereinigte Staaten                        |
| 9     | Christine Lagarde              | Frankreich                                |
| 10    | Irene Rosenfeld                | Vereinigte Staaten                        |
| 11    | Lady Gaga                      | Vereinigte Staaten                        |
| 12    | Jill Abramson                  | Vereinigte Staaten                        |
| 13    | Kathleen Sebelius              | Vereinigte Staaten                        |
| 14    | Oprah Winfrey                  | Vereinigte Staaten                        |
| 15    | Janet Napolitano               | Vereinigte Staaten                        |
| 16    | Susan Wojcicki                 | Vereinigte Staaten                        |
| 17    | Cristina Fernández de Kirchner | Argentinien                               |
| 18    | Beyoncé Knowles                | Vereinigte Staaten                        |
| 19    | Gina Rinehart                  | Australien                                |
| 20    | Cher Wang                      | Taiwan                                    |
| 21    | Margaret Hamburg               | Vereinigte Staaten                        |
| 22    | Michele Bachmann               | Vereinigte Staaten                        |
| 23    | Julia Gillard                  | Australien                                |
| 24    | Mary Schapiro                  | Vereinigte Staaten                        |
| 25    | Anne Sweeney                   | Vereinigte Staaten                        |
| 26    | Aung San Suu Kyi               | Myanmar                                   |
| 27    | Ursula Burns                   | Vereinigte Staaten                        |
| 28    | Amy Pascal                     | Vereinigte Staaten                        |
| 29    | Angelina Jolie                 | Vereinigte Staaten                        |
| 30    | Josette Sheeran                | Vereinigte Staaten                        |
| 31    | Arianna Huffington             | Vereinigte Staaten                        |
| 32    | Gail Kelly                     | Australien                                |
| 33    | Chan Laiwa                     | Volksrepublik China                       |
| 34    | Sarah Palin                    | Vereinigte Staaten                        |
| 35    | Cynthia Carroll                | Vereinigte Staaten Vereinigtes Königreich |
| 36    | Helene Gayle                   | Vereinigte Staaten                        |
| 37    | Carol Bartz                    | Vereinigte Staaten                        |
| 38    | Ellen J. Kullman               | Vereinigte Staaten                        |
| 39    | Jin Sook Chang                 | Vereinigte Staaten                        |
| 40    | Safra A. Catz                  | Israel Vereinigte Staaten                 |
| 41    | Angela Braly                   | Vereinigte Staaten                        |
| 42    | Marissa Mayer                  | Vereinigte Staaten                        |
| 43    | Chanda Kochhar                 | Indien                                    |
| 44    | Christiane Amanpour            | Vereinigtes Königreich                    |
| 45    | Patricia Woertz                | Vereinigte Staaten                        |
| 46    | Lynn Elsenhans                 | Vereinigte Staaten                        |
| 47    | Diane Sawyer                   | Vereinigte Staaten                        |
| 48    | Zhang Xin                      | Volksrepublik China                       |
| 49    | Elisabeth II.                  | Vereinigtes Königreich                    |
| 50    | Helen Clark                    | Neuseeland                                |
| 51    | Helen Boaden                   | Vereinigtes Königreich                    |
| 52    | Nancy Pelosi                   | Vereinigte Staaten                        |
| 53    | Königin Rania von Jordanien    | Jordanien                                 |
| 54    | Bonnie Hammer                  | Vereinigte Staaten                        |
| 55    | Ellen DeGeneres                | Vereinigte Staaten                        |
| 56    | Katie Jacobs Stanton           | Vereinigte Staaten                        |
| 57    | Shari Arison                   | Israel Vereinigte Staaten                 |
| 58    | Angela Ahrendts                | Vereinigte Staaten                        |
| 59    | Yingluck Shinawatra            | Thailand                                  |
| 60    | Gisele Bündchen                | Brasilien                                 |
| 61    | Joanne K. Rowling              | Vereinigtes Königreich                    |
| 62    | Ellen Johnson Sirleaf          | Liberia                                   |
| 63    | Lubna Olayan                   | Saudi-Arabien                             |
| 64    | Andrea Jung                    | Vereinigte Staaten                        |
| 65    | Sri Mulyani Indrawati          | Indonesien                                |
| 66    | Ann Curry                      | Vereinigte Staaten                        |
| 67    | Sallie Krawcheck               | Vereinigte Staaten                        |
| 68    | Margaret Chan                  | Hongkong                                  |
| 69    | Anna Wintour                   | Vereinigtes Königreich                    |
| 70    | Abigail Johnson                | Vereinigte Staaten                        |
| 71    | Judith Rodin                   | Vereinigte Staaten                        |
| 72    | Ho Ching                       | Singapur                                  |
| 73    | Carol Meyrowitz                | Vereinigte Staaten                        |
| 74    | Mary Callahan Erdoes           | Vereinigte Staaten                        |
| 75    | Greta Van Susteren             | Vereinigte Staaten                        |
| 76    | Mary Barra                     | Vereinigte Staaten                        |
| 77    | Ana Patricia Botín             | Spanien                                   |
| 78    | Güler Sabancı                  | Türkei                                    |
| 79    | Miuccia Prada                  | Italien                                   |
| 80    | Denise Morrison                | Vereinigte Staaten                        |
| 81    | Tina Brown                     | Vereinigtes Königreich                    |
| 82    | Virginia Rometty               | Vereinigte Staaten                        |
| 83    | Drew Gilpin Faust              | Vereinigte Staaten                        |
| 84    | Sheri McCoy                    | Vereinigte Staaten                        |
| 85    | Alice Walton                   | Vereinigte Staaten                        |
| 86    | Laura Chinchilla               | Costa Rica                                |
| 87    | Ngozi Okonjo-Iweala            | Nigeria                                   |
| 88    | Sue Naegle                     | Vereinigte Staaten                        |
| 89    | Mindy Grossman                 | Vereinigte Staaten                        |
| 90    | Ruth Porat                     | Vereinigte Staaten                        |
| 91    | Diane von Fürstenberg          | Vereinigte Staaten                        |
| 92    | Jan Fields                     | Vereinigte Staaten                        |
| 93    | Maria Ramos                    | Südafrika                                 |
| 94    | Marjorie Scardino              | Vereinigtes Königreich                    |
| 95    | Risa Lavizzo-Mourey            | Vereinigte Staaten                        |
| 96    | Beth E. Mooney                 | Vereinigte Staaten                        |
| 97    | Nonkululeko Nyembezi-Heita     | Südafrika                                 |
| 98    | Dominique Senequier            | Frankreich                                |
| 99    | Kiran Mazumdar-Shaw            | Indien                                    |
| 100   | Beth Brooke                    | Vereinigte Staaten                        |

### 2012
| Platz | Name                           | Land                                      |
| ----- | ------------------------------ | ----------------------------------------- |
| 1     | Angela Merkel                  | Deutschland                               |
| 2     | Hillary Clinton                | Vereinigte Staaten                        |
| 3     | Dilma Rousseff                 | Brasilien                                 |
| 4     | Melinda Gates                  | Vereinigte Staaten                        |
| 5     | Jill Abramson                  | Vereinigte Staaten                        |
| 6     | Sonia Gandhi                   | Indien                                    |
| 7     | Michelle Obama                 | Vereinigte Staaten                        |
| 8     | Christine Lagarde              | Frankreich                                |
| 9     | Janet Napolitano               | Vereinigte Staaten                        |
| 10    | Sheryl Sandberg                | Vereinigte Staaten                        |
| 11    | Oprah Winfrey                  | Vereinigte Staaten                        |
| 12    | Indra Nooyi                    | Vereinigte Staaten                        |
| 13    | Irene Rosenfeld                | Vereinigte Staaten                        |
| 14    | Lady Gaga                      | Vereinigte Staaten                        |
| 15    | Virginia Rometty               | Vereinigte Staaten                        |
| 16    | Cristina Fernández de Kirchner | Argentinien                               |
| 17    | Ursula Burns                   | Vereinigte Staaten                        |
| 18    | Meg Whitman                    | Vereinigte Staaten                        |
| 19    | Aung San Suu Kyi               | Myanmar                                   |
| 20    | Maria das Graças Foster        | Brasilien                                 |
| 21    | Marissa Mayer                  | Vereinigte Staaten                        |
| 22    | Anne Sweeney                   | Vereinigte Staaten                        |
| 23    | Diane Sawyer                   | Vereinigte Staaten                        |
| 24    | Angela Braly                   | Vereinigte Staaten                        |
| 25    | Susan Wojcicki                 | Vereinigte Staaten                        |
| 26    | Elisabeth II.                  | Vereinigtes Königreich                    |
| 27    | Julia Gillard                  | Australien                                |
| 28    | Nancy Pelosi                   | Vereinigte Staaten                        |
| 29    | Arianna Huffington             | Vereinigte Staaten                        |
| 30    | Yingluck Shinawatra            | Thailand                                  |
| 31    | Kathleen Sebelius              | Vereinigte Staaten                        |
| 32    | Beyoncé Knowles                | Vereinigte Staaten                        |
| 33    | Diane von Fürstenberg          | Vereinigte Staaten                        |
| 34    | Helen Clark                    | Neuseeland                                |
| 35    | Gina Rinehart                  | Australien                                |
| 36    | Amy Pascal                     | Vereinigte Staaten                        |
| 37    | Margaret Chan                  | Hongkong                                  |
| 38    | Jennifer Lopez                 | Vereinigte Staaten                        |
| 39    | Sheri McCoy                    | Vereinigte Staaten                        |
| 40    | Shakira                        | Kolumbien                                 |
| 41    | Mary Barra                     | Vereinigte Staaten                        |
| 42    | Zhang Xin                      | Volksrepublik China                       |
| 43    | Alice Walton                   | Vereinigte Staaten                        |
| 44    | Laura Lang                     | Vereinigte Staaten                        |
| 45    | Angela Ahrendts                | Vereinigtes Königreich                    |
| 46    | Sue Naegle                     | Vereinigte Staaten                        |
| 47    | Ellen DeGeneres                | Vereinigte Staaten                        |
| 48    | Safra A. Catz                  | Israel Vereinigte Staaten                 |
| 49    | Laurene Powell Jobs            | Vereinigte Staaten                        |
| 50    | Rosalind Brewer                | Vereinigte Staaten                        |
| 51    | Anna Wintour                   | Vereinigte Staaten                        |
| 52    | Helene Gayle                   | Vereinigte Staaten                        |
| 53    | Christiane Amanpour            | Vereinigte Staaten                        |
| 54    | Rosalía Mera                   | Spanien                                   |
| 55    | Cynthia Carroll                | Vereinigte Staaten Vereinigtes Königreich |
| 56    | Cher Wang                      | Taiwan                                    |
| 57    | Abigail Johnson                | Vereinigte Staaten                        |
| 58    | Padmasree Warrior              | Vereinigte Staaten                        |
| 59    | Chanda Kochhar                 | Indien                                    |
| 60    | Gail Kelly                     | Australien                                |
| 61    | Margaret Hamburg               | Vereinigte Staaten                        |
| 62    | Ellen J. Kullman               | Vereinigte Staaten                        |
| 63    | Drew Gilpin Faust              | Vereinigte Staaten                        |
| 64    | Shari Arison                   | Israel                                    |
| 65    | Mary Schapiro                  | Vereinigte Staaten                        |
| 66    | Angelina Jolie                 | Vereinigte Staaten                        |
| 67    | Miuccia Prada                  | Italien                                   |
| 68    | Carol Meyrowitz                | Vereinigte Staaten                        |
| 69    | Ertharin Cousin                | Vereinigte Staaten                        |
| 70    | Sue Gardner                    | Kanada                                    |
| 71    | Joyce Banda                    | Malawi                                    |
| 72    | Sri Mulyani Indrawati          | Indonesien                                |
| 73    | Bonnie Hammer                  | Vereinigte Staaten                        |
| 74    | Chua Sock Koong                | Singapur                                  |
| 75    | Sofía Vergara                  | Kolumbien                                 |
| 76    | Ho Ching                       | Singapur                                  |
| 77    | Tina Brown                     | Vereinigte Staaten                        |
| 78    | Joanne K. Rowling              | Vereinigtes Königreich                    |
| 79    | Chan Laiwa                     | Volksrepublik China                       |
| 80    | Kiran Mazumdar-Shaw            | Indien                                    |
| 81    | Ngozi Okonjo-Iweala            | Nigeria                                   |
| 82    | Ellen Johnson Sirleaf          | Liberia                                   |
| 83    | Gisele Bündchen                | Brasilien                                 |
| 84    | Mary Meeker                    | Vereinigte Staaten                        |
| 85    | Shaikha Al-Bahar               | Kuwait                                    |
| 86    | Marjorie Scardino              | Vereinigte Staaten                        |
| 87    | Solina Chau                    | Hongkong                                  |
| 88    | Jan Fields                     | Vereinigte Staaten                        |
| 89    | Weili Dai                      | Vereinigte Staaten                        |
| 90    | Risa Lavizzo-Mourey            | Vereinigte Staaten                        |
| 91    | Sun Yafang                     | Volksrepublik China                       |
| 92    | Sheikha Lubna Al Qasimi        | Vereinigte Arabische Emirate              |
| 93    | Güler Sabancı                  | Türkei                                    |
| 94    | Greta Van Susteren             | Vereinigte Staaten                        |
| 95    | Mary Callahan Erdoes           | Vereinigte Staaten                        |
| 96    | Mindy Grossman                 | Vereinigte Staaten                        |
| 97    | Patricia Woertz                | Vereinigte Staaten                        |
| 98    | Judith Rodin                   | Vereinigte Staaten                        |
| 99    | Beth Brooke                    | Vereinigte Staaten                        |
| 100   | Sheikha Mayassa Al Thani       | Katar                                     |

### 2014
| Platz | Name                           | Alter | Land                         |
| ----- | ------------------------------ | ----- | ---------------------------- |
| 1     | Angela Merkel                  | 60    | Deutschland                  |
| 2     | Janet Yellen                   | 68    | Vereinigte Staaten           |
| 3     | Melinda Gates                  | 50    | Vereinigte Staaten           |
| 4     | Dilma Rousseff                 | 67    | Brasilien                    |
| 5     | Christine Lagarde              | 58    | Frankreich                   |
| 6     | Hillary Clinton                | 67    | Vereinigte Staaten           |
| 7     | Mary Barra                     | 53    | Vereinigte Staaten           |
| 8     | Michelle Obama                 | 50    | Vereinigte Staaten           |
| 9     | Sheryl Sandberg                | 45    | Vereinigte Staaten           |
| 10    | Virginia Rometty               | 56    | Vereinigte Staaten           |
| 11    | Park Geun-hye                  | 62    | Südkorea                     |
| 12    | Susan Wojcicki                 | 46    | Vereinigte Staaten           |
| 13    | Indra Nooyi                    | 59    | Vereinigte Staaten           |
| 14    | Oprah Winfrey                  | 60    | Vereinigte Staaten           |
| 15    | Irene Rosenfeld                | 61    | Vereinigte Staaten           |
| 16    | Maria das Graças Foster        | 61    | Brasilien                    |
| 17    | Beyoncé Knowles                | 33    | Vereinigte Staaten           |
| 18    | Marissa Mayer                  | 39    | Vereinigte Staaten           |
| 19    | Cristina Fernández de Kirchner | 61    | Argentinien                  |
| 20    | Meg Whitman                    | 58    | Vereinigte Staaten           |
| 21    | Marillyn Hewson                | 61    | Vereinigte Staaten           |
| 22    | Ursula Burns                   | 56    | Vereinigte Staaten           |
| 23    | Helen Clark                    | 64    | Neuseeland                   |
| 24    | Safra A. Catz                  | 53    | Vereinigte Staaten           |
| 25    | Michelle Bachelet              | 63    | Chile                        |
| 26    | Nancy Pelosi                   | 74    | Vereinigte Staaten           |
| 27    | Gina Rinehart                  | 60    | Australien                   |
| 28    | Amy Pascal                     | 56    | Vereinigte Staaten           |
| 29    | Laurene Powell Jobs            | 51    | Vereinigte Staaten           |
| 30    | Margaret Chan                  | 67    | Volksrepublik China          |
| 31    | Ellen J. Kullman               | 58    | Vereinigte Staaten           |
| 32    | Sofía Vergara                  | 42    | Kolumbien                    |
| 33    | Drew Gilpin Faust              | 67    | Vereinigte Staaten           |
| 34    | Abigail Johnson                | 53    | Vereinigte Staaten           |
| 35    | Elisabeth II.                  | 88    | Vereinigtes Königreich       |
| 36    | Arundhati Bhattacharya         | 58    | Indien                       |
| 37    | Renee James                    | 50    | Vereinigte Staaten           |
| 38    | Sri Mulyani Indrawati          | 52    | Indonesien                   |
| 39    | Anna Wintour                   | 65    | Vereinigte Staaten           |
| 40    | Joyce Banda                    | 64    | Malawi                       |
| 41    | Wu Yajun                       | 50    | Volksrepublik China          |
| 42    | Bonnie Hammer                  | 64    | Vereinigte Staaten           |
| 43    | Chanda Kochhar                 | 53    | Indien                       |
| 44    | Ngozi Okonjo-Iweala            | 60    | Nigeria                      |
| 45    | Ertharin Cousin                | 57    | Vereinigte Staaten           |
| 46    | Ellen DeGeneres                | 56    | Vereinigte Staaten           |
| 47    | Hasina Wajed                   | 67    | Bangladesch                  |
| 48    | Amy Hood                       | 42    | Vereinigte Staaten           |
| 49    | Angela Ahrendts                | 54    | Vereinigte Staaten           |
| 50    | Angelina Jolie                 | 39    | Vereinigte Staaten           |
| 51    | Margaret Hamburg               | 59    | Vereinigte Staaten           |
| 52    | Arianna Huffington             | 64    | Vereinigte Staaten           |
| 53    | Lucy Peng                      | 41    | Volksrepublik China          |
| 54    | Cher Wang                      | 56    | Taiwan                       |
| 55    | Sheikha Lubna Al Qasimi        | 52    | Vereinigte Arabische Emirate |
| 56    | Gail Kelly                     | 58    | Australien                   |
| 57    | Peng Liyuan                    | 52    | Volksrepublik China          |
| 58    | Shakira                        | 37    | Kolumbien                    |
| 59    | Ho Ching                       | 62    | Singapur                     |
| 60    | Güler Sabancı                  | 59    | Türkei                       |
| 61    | Aung San Suu Kyi               | 69    | Myanmar                      |
| 62    | Zhang Xin                      | 49    | Volksrepublik China          |
| 63    | Samantha Power                 | 44    | Vereinigte Staaten           |
| 64    | Rosalind Brewer                | 52    | Vereinigte Staaten           |
| 65    | Phebe Novakovic                | 56    | Vereinigte Staaten           |
| 66    | Mary Callahan Erdoes           | 47    | Vereinigte Staaten           |
| 67    | Lady Gaga                      | 28    | Vereinigte Staaten           |
| 68    | Diane von Fürstenberg          | 68    | Vereinigte Staaten           |
| 69    | Adena Friedman                 | 45    | Vereinigte Staaten           |
| 70    | Ellen Johnson Sirleaf          | 76    | Liberia                      |
| 71    | Padmasree Warrior              | 54    | Vereinigte Staaten           |
| 72    | Elwira Nabiullina              | 51    | Russland                     |
| 73    | Mary Jo White                  | 67    | Vereinigte Staaten           |
| 74    | Chua Sock Koong                | 58    | Singapur                     |
| 75    | Miuccia Prada                  | 65    | Italien                      |
| 76    | Carol Meyrowitz                | 60    | Vereinigte Staaten           |
| 77    | Mary Meeker                    | 55    | Vereinigte Staaten           |
| 78    | Helene Gayle                   | 59    | Vereinigte Staaten           |
| 79    | Tory Burch                     | 48    | Vereinigte Staaten           |
| 80    | Patricia Harris                | 58    | Vereinigte Staaten           |
| 81    | Sun Yafang                     | 59    | Volksrepublik China          |
| 82    | Solina Chau                    | 52    | Hongkong                     |
| 83    | Yao Chen                       | 35    | Volksrepublik China          |
| 84    | Judy Faulkner                  | 71    | Vereinigte Staaten           |
| 85    | Patricia Woertz                | 61    | Vereinigte Staaten           |
| 86    | Lubna S. Olayan                | 59    | Saudi-Arabien                |
| 87    | Hu Shuli                       | 61    | Volksrepublik China          |
| 88    | Risa Lavizzo-Mourey            | 60    | Vereinigte Staaten           |
| 89    | Gisele Bündchen                | 34    | Brasilien                    |
| 90    | Gwynne Shotwell                | 51    | Vereinigte Staaten           |
| 91    | Sheikha Mayassa Al Thani       | 31    | Katar                        |
| 92    | Kiran Mazumdar-Shaw            | 61    | Indien                       |
| 93    | Sara Blakely                   | 43    | Vereinigte Staaten           |
| 94    | Fatima Al Jaber                | 44    | Vereinigte Arabische Emirate |
| 95    | Jennifer Li                    | 47    | Volksrepublik China          |
| 96    | Folorunsho Alakija             | 63    | Nigeria                      |
| 97    | Weili Dai                      | 53    | Vereinigte Staaten           |
| 98    | Beth Brooke-Marciniak          | 55    | Vereinigte Staaten           |
| 99    | Lila Tretikov                  | 36    | Vereinigte Staaten           |
| 100   | Greta Van Susteren             | 60    | Vereinigte Staaten           |

### 2017
| Platz | Name                            | Alter | Land                         |
| ----- | ------------------------------- | ----- | ---------------------------- |
| 1     | Angela Merkel                   | 63    | Deutschland                  |
| 2     | Theresa May                     | 61    | Vereinigtes Königreich       |
| 3     | Melinda Gates                   | 53    | Vereinigte Staaten           |
| 4     | Sheryl Sandberg                 | 48    | Vereinigte Staaten           |
| 5     | Mary Barra                      | 55    | Vereinigte Staaten           |
| 6     | Susan Wojcicki                  | 49    | Vereinigte Staaten           |
| 7     | Abigail Johnson                 | 48    | Vereinigte Staaten           |
| 8     | Christine Lagarde               | 61    | Frankreich                   |
| 9     | Ana Patricia Botín              | 57    | Spanien                      |
| 10    | Ginni Rometty                   | 60    | Vereinigte Staaten           |
| 11    | Indra Nooyi                     | 62    | Vereinigte Staaten           |
| 12    | Meg Whitman                     | 61    | Vereinigte Staaten           |
| 13    | Angela Ahrendts                 | 57    | Vereinigte Staaten           |
| 14    | Laurene Powell Jobs             | 53    | Vereinigte Staaten           |
| 15    | Tsai Ing-wen                    | 61    | Taiwan                       |
| 16    | Michelle Bachelet               | 66    | Chile                        |
| 17    | Federica Mogherini              | 44    | Italien                      |
| 18    | Safra Catz                      | 55    | Vereinigte Staaten           |
| 19    | Ivanka Trump                    | 36    | Vereinigte Staaten           |
| 20    | Adena Friedman                  | 48    | Vereinigte Staaten           |
| 21    | Oprah Winfrey                   | 63    | Vereinigte Staaten           |
| 22    | Marillyn Hewson                 | 63    | Vereinigte Staaten           |
| 23    | Isabelle Kocher                 | 50    | Frankreich                   |
| 24    | U.S. Supreme Court Justices     | -     | Vereinigte Staaten           |
| 25    | Ruth Porat                      | 59    | Vereinigte Staaten           |
| 26    | Elisabeth II.                   | 91    | Vereinigtes Königreich       |
| 27    | Anna Wintour                    | 67    | Vereinigte Staaten           |
| 28    | Ho Ching                        | 64    | Singapur                     |
| 29    | Emma Walmsley                   | 48    | Vereinigtes Königreich       |
| 30    | Hasina Wajed                    | 70    | Bangladesch                  |
| 31    | Beata Szydlo                    | 54    | Polen                        |
| 32    | Chanda Kochhar                  | 55    | Indien                       |
| 33    | Aung San Suu Kyi                | 72    | Myanmar                      |
| 34    | Lucy Peng                       | 44    | Volksrepublik China          |
| 35    | Pollyanna Chu                   | 59    | Hongkong                     |
| 36    | Lubna Al Qasimi                 | 55    | Vereinigte Arabische Emirate |
| 37    | Amy Hood                        | 45    | Vereinigte Staaten           |
| 38    | Jacinda Ardern                  | 37    | Neuseeland                   |
| 39    | Kolinda Grabar-Kitarović        | 49    | Kroatien                     |
| 40    | Jean Liu                        | 39    | Volksrepublik China          |
| 41    | Bonnie Hammer                   | 67    | Vereinigte Staaten           |
| 42    | Nicola Sturgeon                 | 47    | Vereinigtes Königreich       |
| 43    | Nikki Haley                     | 45    | Vereinigte Staaten           |
| 44    | Rosalind Brewer                 | 54    | Vereinigte Staaten           |
| 45    | Gina Rinehart                   | 63    | Australien                   |
| 46    | Erna Solberg                    | 56    | Norwegen                     |
| 47    | Stacey Snider                   | 56    | Vereinigte Staaten           |
| 48    | Phebe Novakovic                 | 59    | Vereinigte Staaten           |
| 49    | Elwira Sachipsadowna Nabiullina | 54    | Russland                     |
| 50    | Beyoncé Knowles                 | 36    | Vereinigte Staaten           |
| 51    | Peng Liyuan                     | 54    | Volksrepublik China          |
| 52    | Margarita Simonowna Simonjan    | 37    | Russland                     |
| 53    | Mary Callahan Erdoes            | 50    | Vereinigte Staaten           |
| 54    | Qunfei Zhou                     | 47    | Volksrepublik China          |
| 55    | Thi Phuong Thao Nguyen          | 47    | Vietnam                      |
| 56    | Lisa Davis                      | 54    | Vereinigte Staaten           |
| 57    | Roshni Nadar Malhotra           | 36    | Indien                       |
| 58    | Güler Sabancı                   | 62    | Türkei                       |
| 59    | Lubna Olayan                    | 62    | Saudi-Arabien                |
| 60    | Dana Walden                     | 53    | Vereinigte Staaten           |
| 61    | Katharine Viner                 | 45    | Vereinigtes Königreich       |
| 62    | Feng Ying Wang                  | -     | Volksrepublik China          |
| 63    | Donna Langley                   | 49    | Vereinigtes Königreich       |
| 64    | Marianne Lake                   | 48    | Vereinigte Staaten           |
| 65    | Hillary Clinton                 | 70    | Vereinigte Staaten           |
| 66    | Mingzhu Dong                    | 63    | Volksrepublik China          |
| 67    | Melanie Kreis                   | 46    | Deutschland                  |
| 68    | Dalia Grybauskaitė              | 61    | Litauen                      |
| 69    | Priscilla Chan                  | 32    | Vereinigte Staaten           |
| 70    | Gwynne Shotwell                 | 53    | Vereinigte Staaten           |
| 71    | Kiran Mazumdar-Shaw             | 64    | Indien                       |
| 72    | Zanny Minton Beddoes            | -     | Vereinigtes Königreich       |
| 73    | Miuccia Prada                   | 68    | Italien                      |
| 74    | Isabel dos Santos               | 44    | Angola                       |
| 75    | Solina Chau                     | 55    | Hongkong                     |
| 76    | Lam Wai Ying                    | -     | Hongkong                     |
| 77    | Kathleen Kennedy                | -     | Vereinigte Staaten           |
| 78    | Kersti Kaljulaid                | 47    | Estland                      |
| 79    | Arianna Huffington              | 67    | Vereinigte Staaten           |
| 80    | Judy Faulkner                   | 74    | Vereinigte Staaten           |
| 81    | Fabiola Gianotti                | 57    | Italien                      |
| 82    | Lynn Good                       | -     | Vereinigte Staaten           |
| 83    | Geisha Williams                 | -     | Vereinigte Staaten           |
| 84    | Mary Meeker                     | 58    | Vereinigte Staaten           |
| 85    | Taylor Swift                    | 27    | Vereinigte Staaten           |
| 86    | Patricia Harris                 | 61    | Vereinigte Staaten           |
| 87    | Drew Gilpin Faust               | 70    | Vereinigte Staaten           |
| 88    | Joanne K. Rowling               | 52    | Vereinigtes Königreich       |
| 89    | Eliza Manningham-Buller         | 69    | Vereinigtes Königreich       |
| 90    | Raja Easa Al Gurk               | -     | Vereinigte Arabische Emirate |
| 91    | Debra Cafaro                    | -     | Vereinigte Staaten           |
| 92    | Shobhana Bhartia                | 60    | Indien                       |
| 93    | Lee Boo-jin                     | 47    | Südkorea                     |
| 94    | Jenny Lee                       | 45    | Singapur                     |
| 95    | Kirsten Green                   | 45    | Vereinigte Staaten           |
| 96    | Belinda Johnson                 | 50    | Vereinigte Staaten           |
| 97    | Priyanka Chopra                 | 35    | Indien                       |
| 98    | Kathrin Petralia                | 47    | Vereinigtes Königreich       |
| 99    | Anne Finucane                   | -     | Vereinigte Staaten           |
| 100   | Beth Brooke-Marciniak           | 58    | Vereinigte Staaten           |

### 2019
| Platz | Name                      | Alter | Land                         |
| ----- | ------------------------- | ----- | ---------------------------- |
| 1     | Angela Merkel             | 65    | Deutschland                  |
| 2     | Christine Lagarde         | 63    | Frankreich                   |
| 3     | Nancy Pelosi              | 79    | Vereinigte Staaten           |
| 4     | Ursula von der Leyen      | 61    | Deutschland                  |
| 5     | Mary Barra                | 57    | Vereinigte Staaten           |
| 6     | Melinda Gates             | 55    | Vereinigte Staaten           |
| 7     | Abigail Johnson           | 57    | Vereinigte Staaten           |
| 8     | Ana Patricia Botin        | 59    | Spanien                      |
| 9     | Ginni Rometty             | 62    | Vereinigte Staaten           |
| 10    | Marillyn Hewson           | 65    | Vereinigte Staaten           |
| 11    | Gail Boudreaux            | 59    | Vereinigte Staaten           |
| 12    | Susan Wojcicki            | 51    | Vereinigte Staaten           |
| 13    | Isabelle Kocher           | 53    | Frankreich                   |
| 14    | Safra Catz                | 57    | Vereinigte Staaten           |
| 15    | Kristalina Georgieva      | 66    | Bulgarien                    |
| 16    | Julie Sweet               |       | Vereinigte Staaten           |
| 17    | Emma Walmsley             | 50    | Vereinigtes Königreich       |
| 18    | Sheryl Sandberg           | 50    | Vereinigte Staaten           |
| 19    | Ruth Porat                | 62    | Vereinigte Staaten           |
| 20    | Oprah Winfrey             | 65    | Vereinigte Staaten           |
| 21    | Judith McKenna            |       | Vereinigte Staaten           |
| 22    | Jessica Tan               | 63    | Singapur                     |
| 23    | Ho Ching                  | 66    | Singapur                     |
| 24    | Phebe Novakovic           | 61    | Vereinigte Staaten           |
| 25    | Shari Redstone            | 65    | Vereinigte Staaten           |
| 26    | Amy Hood                  | 47    | Vereinigte Staaten           |
| 27    | Stacey Cunningham         | 45    | Vereinigte Staaten           |
| 28    | Jessica Uhl               | 51    | Vereinigte Staaten           |
| 29    | Hasina Wajed              | 72    | Bangladesch                  |
| 30    | Adena Friedman            | 50    | Vereinigte Staaten           |
| 31    | Mary Callahan Erdoes      | 52    | Vereinigte Staaten           |
| 32    | Jane Fraser               | 52    | Vereinigte Staaten           |
| 33    | Laurene Powell Jobs       | 56    | Vereinigte Staaten           |
| 34    | Nirmala Sitharaman        | 60    | Indien                       |
| 35    | Marianne Lake             | 50    | Vereinigtes Königreich       |
| 36    | Gina Rinehart             | 55    | Australien                   |
| 37    | Kathy Warden              |       | Vereinigte Staaten           |
| 38    | Jacinda Ardern            | 39    | Neuseeland                   |
| 39    | Anne Finucane             |       | Vereinigte Staaten           |
| 40    | Elisabeth II.             | 93    | Vereinigtes Königreich       |
| 41    | Tsai Ing-wen              | 63    | Taiwan                       |
| 42    | Ivanka Trump              | 38    | Vereinigte Staaten           |
| 43    | Rosalind Brewer           | 56    | Vereinigte Staaten           |
| 44    | Mingzhu Dong              | 65    | Volksrepublik China          |
| 45    | Erna Solberg              | 58    | Norwegen                     |
| 46    | Dana Walden               | 55    | Vereinigte Staaten           |
| 47    | Vicki Hollub              | 59    | Vereinigte Staaten           |
| 48    | Jennifer Salke            | 54    | Vereinigte Staaten           |
| 49    | Jennifer Morgan           | 48    | Vereinigte Staaten           |
| 50    | Nicola Sturgeon           | 49    | Vereinigtes Königreich       |
| 51    | Donna Langley             | 51    | Vereinigte Staaten           |
| 52    | Thi Phuong Thao Nguyen    | 49    | Vietnam                      |
| 53    | Elvira Nabiullina         | 56    | Russland                     |
| 54    | Roshni Nadar Malhotra     | 38    | Indien                       |
| 55    | Gwynne Shotwell           | 56    | Vereinigte Staaten           |
| 56    | Tricia Griffith           | 55    | Vereinigte Staaten           |
| 57    | Maggie Wei Wu             | 51    | Volksrepublik China          |
| 58    | Feng Ying Wang            |       | Volksrepublik China          |
| 59    | Lynn Good                 |       | Vereinigte Staaten           |
| 60    | Paula Santilli            |       | Vereinigte Staaten           |
| 61    | Rihanna                   | 31    | Vereinigte Staaten           |
| 62    | Melanie Kreis             | 48    | Deutschland                  |
| 63    | Hooi Ling Tan             |       | Singapur                     |
| 64    | Bonnie Hammer             | 69    | Vereinigte Staaten           |
| 65    | Kiran Mazumdar-Shaw       | 66    | Indien                       |
| 66    | Beyoncé Knowles           | 38    | Vereinigte Staaten           |
| 67    | Zhou Qunfei               |       | Volksrepublik China          |
| 68    | Sophie Wilmès             | 44    | Belgien                      |
| 69    | Jane Jie Sun              | 51    | Volksrepublik China          |
| 70    | Katharine Viner           | 47    | Vereinigtes Königreich       |
| 71    | Taylor Swift              | 29    | Vereinigte Staaten           |
| 72    | Judy Faulkner             | 76    | Vereinigte Staaten           |
| 73    | Güler Sabanci             | 64    | Türkei                       |
| 74    | Kathleen Kennedy          |       | Vereinigte Staaten           |
| 75    | Mette Frederiksen         | 42    | Dänemark                     |
| 76    | Sri Mulyani Indrawati     | 57    | Indonesien                   |
| 77    | Andrea Marques de Almeida | -     | Brasilien                    |
| 78    | Solina Chau               | 57    | Volksrepublik China          |
| 79    | Ava DuVernay              | 47    | Vereinigte Staaten           |
| 80    | Zuzana Čaputová           | 46    | Slowakei                     |
| 81    | Serena Williams           | 38    | Vereinigte Staaten           |
| 82    | Mary Meeker               | 60    | Vereinigte Staaten           |
| 83    | Lam Wai Ying              |       | Volksrepublik China          |
| 84    | Raja Easa Al Gurg         |       | Vereinigte Arabische Emirate |
| 85    | Eliza Manningham-Buller   | 71    | Vereinigte Staaten           |
| 86    | Jenny Lee                 | 47    | Singapur                     |
| 87    | Lee Boo-jin               | 49    | Südkorea                     |
| 88    | Ana Brnabic               | 44    | Serbien                      |
| 89    | Meg Whitman               | 63    | Vereinigte Staaten           |
| 90    | Reese Witherspoon         | 43    | Vereinigte Staaten           |
| 91    | Anne Wojcicki             | 46    | Vereinigte Staaten           |
| 92    | Aileen Lee                | 60    | Indien                       |
| 93    | Sahle-Work Zewde          |       | Äthiopien                    |
| 94    | Dominique Senequier       | 66    | Frankreich                   |
| 95    | Kirsten Green             | 48    | Vereinigte Staaten           |
| 96    | Renuka Jagtiani           |       | Vereinigte Arabische Emirate |
| 97    | Rania Nashar              |       | Saudi-Arabien                |
| 98    | Amina Mohammed            |       | Nigeria                      |
| 99    | Margarita Louis-Dreyfus   | 57    | Schweiz                      |
| 100   | Greta Thunberg            | 16    | Schweden                     |